# 這位太太
這位太太（英語：Mrs. This）是一支台灣的獨立樂團，成立於2004年，女聲雙主唱的編制為其一大特色。目前成員為阿牧（詞曲/主唱/鍵盤）、黑郎（詞/主唱/鍵盤）、方Q（貝斯）、將將將將（吉他）、懿修（鼓）、蛋（鍵盤/工程師）等6人。
2007年發行首張專輯《是誰》，廣受好評，隔年即入圍第19屆金曲獎最佳樂團。
2009年發行第二張專輯《我是不是還不夠好》，請來ciacia何欣穗擔任配唱及共同製作。
2010年宣布休團，同時發行於2008年製作的迷你專輯《排列組合》，入圍當年的第1屆金音獎最佳電音專輯。

## 作品列表

### 專輯
- 2007 - 是誰
- 2009 - 我是不是還不夠好

### 迷你專輯
- 2010 - 排列組合

### EP
- 2006 - 家庭手工零零壹 Handmade EPs (手工，限量1000張)

### 合輯
- 2005 - 開始！ (收錄曲 走進店裡 不是不想念 錯)
- 2006 - 草地音樂同學會 (收錄曲 不是不想念)
- 2008 - DA PARTY (收錄曲 口袋)